# Linia kolejowa Blankenburg – Quedlinburg
Linia kolejowa Blankenburg – Quedlinburg – dawna jednotorowa, lokalna i niezelektryfikowana linia kolejowa biegnąca przez teren kraju związkowego Saksonia-Anhalt, w Niemczech. Łączyła Blankenburg (Harz) z Quedlinburgiem.